# Rhopalopsole bakeri
Rhopalopsole bakeri är en bäcksländeart som beskrevs av Jewett 1975. Rhopalopsole bakeri ingår i släktet Rhopalopsole och familjen smalbäcksländor. Inga underarter finns listade i Catalogue of Life.